# Saint-Jean-de-Ceyrargues
Saint-Jean-de-Ceyrargues is een gemeente in het Franse departement Gard (regio Occitanie) en telt 156 inwoners (1999). De plaats maakt deel uit van het arrondissement Alès.

## Geografie
De oppervlakte van Saint-Jean-de-Ceyrargues bedraagt 6,7 km², de bevolkingsdichtheid is 23,3 inwoners per km².

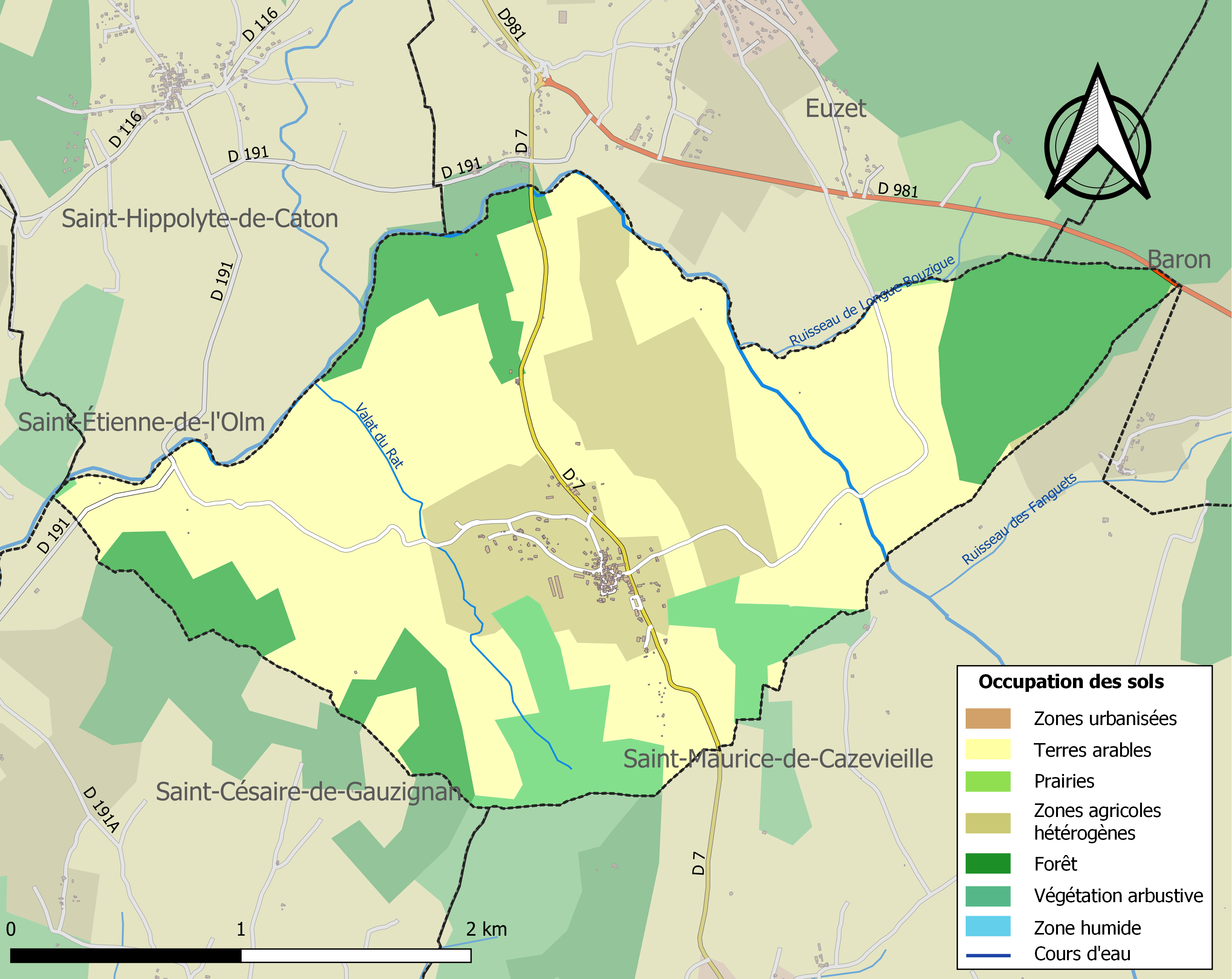
Kaart van de gemeente met de belangrijkste infrastructuur, bodemgebruik en omliggende gemeenten

## Demografie
Onderstaande figuur toont het verloop van het inwonertal (bron: INSEE-tellingen).